# Trichopolia obtusa
Trichopolia obtusa là một loài bướm đêm trong họ Noctuidae.